# 음력 11월 12일
음력 11월 12일은 음력 11월의 12번째 날이다.

## 문화
- 1987년 - 강동구에서 송파구가 분리됐다.
- 1990년 - 서울 지하철 7호선 착공.
- 2009년 - UAE가 발주한 총 200억달러(한화 24조원대) 규모의 원자력발전소 건설공사를 한국전력공사 컨소시엄이 수주했다. 이는 대한민국의 첫 원전 플랜트 수출이자 사상 최대규모의 해외수주이다.

## 탄생
- 1607년 - 조선 후기의 철학자 송시열.
- 1966년 - 대한민국의 배우 안여진.
- 1968년 - 대한민국의 가수 김승진.
- 1970년 - 대한민국의 배우 권재환.
- 1989년 - 대한민국의 래퍼 정희철 (제국의 아이들).
- 1990년 - 대한민국의 희극인 이상은.
- 1991년
  - 대한민국의 가수 이재진.
  - 대한민국의 배우 정해나.

## 같이 보기
- 음력 360일: 1월 2월 3월 4월 5월 6월 7월 8월 9월 10월 11월 12월
- 전날:11월 11일 다음날:11월 13일 - 전달:10월 12일 다음달:12월 12일
- 양력:11월 12일
- 음력, 윤달